# Chondrilla oxyastera
Chondrilla oxyastera är en svampdjursart som beskrevs av Tanita och Kazuo Hoshino 1989. Chondrilla oxyastera ingår i släktet Chondrilla och familjen Chondrillidae.
Artens utbredningsområde är havet kring Japan. Inga underarter finns listade i Catalogue of Life.